# Gare de Somain
La gare de Somain est une gare ferroviaire française de la ligne de Douai à Blanc-Misseron, située sur le territoire de la commune de Somain dans le département du Nord en région Hauts-de-France.
Elle est mise en service en 1846 par la Compagnie du chemin de fer du Nord. C'est une gare de la Société nationale des chemins de fer français (SNCF), desservie par des trains TER Hauts-de-France.

## Situation ferroviaire
Établie à 32 mètres d'altitude, la gare de bifurcation de Somain est située au point kilométrique (PK) 229,278 de la ligne de Douai à Blanc-Misseron, entre les gares de Montigny-en-Ostrevent et de Wallers. Elle est l'origine de la ligne d'Aubigny-au-Bac à Somain utilisée en trafic fret et au PK 231,200 l'aboutissement de la ligne de Busigny à Somain. Elle est également l'origine de la ligne de Somain à Halluin (partiellement déclassée).

## Histoire
La station de Somain est mise en service le 1er avril 1846 par la Compagnie du chemin de fer du Nord, lorsqu'elle ouvre la section d'Arras à la frontière de sa ligne de Paris à Lille et à la frontière belge.

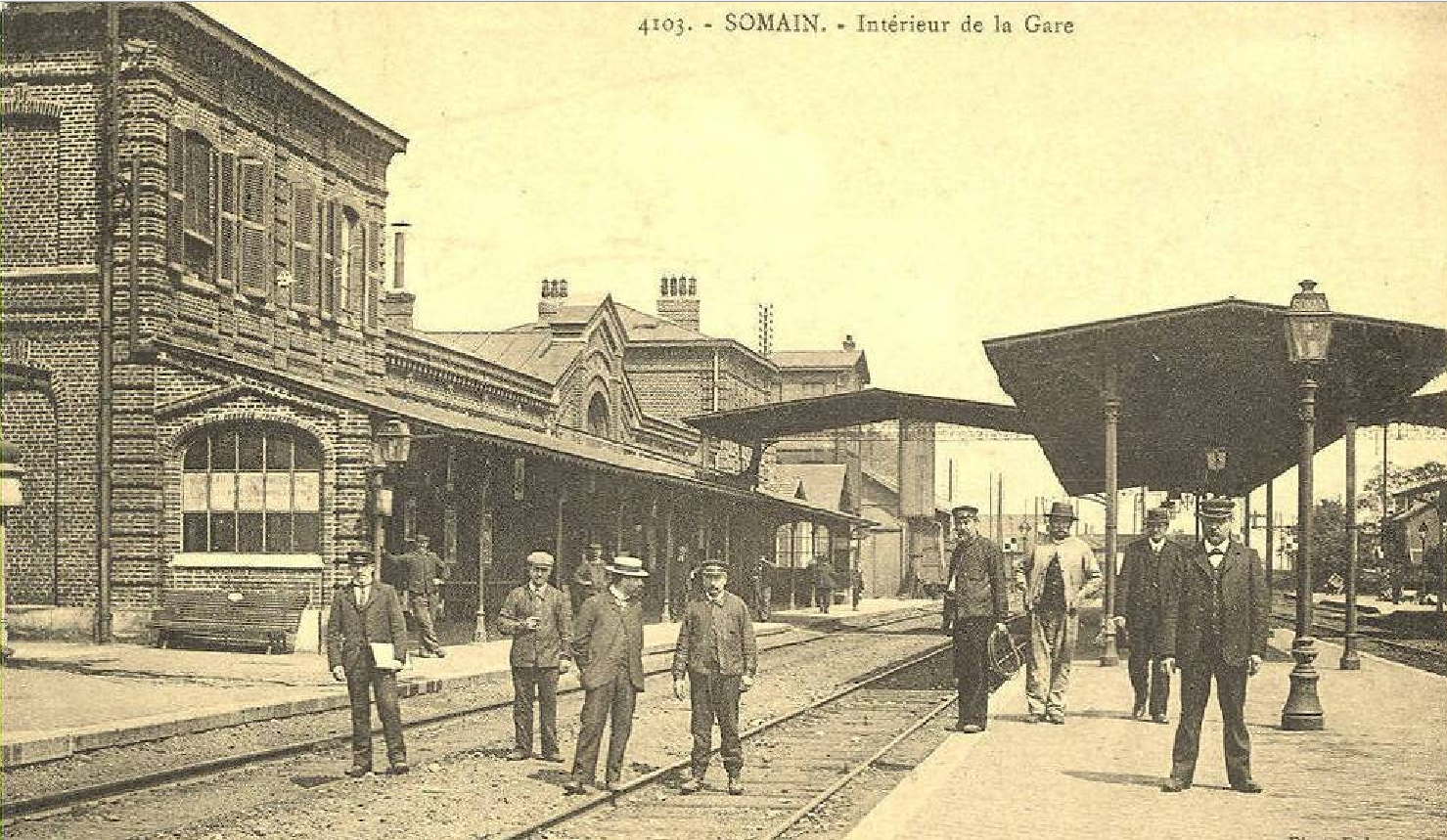
La gare, en 1928.

En 1860, le Conseil général a demandé la construction d'une couverture complète des quais et voies de la station qui est devenue une gare de bifurcation, ce qui impose aux voyageurs des changements de train sur des quais ouverts aux intempéries dès que l'on dépasse le petit auvent. La Compagnie et l'administration ont repoussé cette demande du fait du faible nombre de voyageurs concernés. Le tableau du classement par produit des gares du département du Nord pour l'année 1862, réalisé par Eugène de Fourcy ingénieur en chef du contrôle, place la station de Somain au 5e rang, et au 9e pour l'ensemble du réseau du Nord, avec un total de 1 629 303,95 fr. Dans le détail cela représente : 76 216,24 fr pour un total de 48 197 voyageurs transportés, la recette marchandises étant de 7 701,33 fr (grande vitesse) et 1 545 386,38 fr (petite vitesse).
Le Conseil reprend la demande d'une couverture des voies et quais en 1863 et insiste fortement en 1864, puis en 1866 .
Durant la Première Guerre mondiale, Somain est particulièrement bombardée par les Anglais pour ses voies ferrées ; le 16 mai 1915 puis, les 4 et 5 septembre 1917, douze bombes atteignent le nœud ferroviaire et six la gare de triage et un nouveau bombardement a lieu le 23 août 1918 où dix-neuf tonnes de bombes sont larguées sur différents nœuds ferroviaires, dont Somain.
Le 11 août 1944, un bombardement anglais tue vingt-huit personnes à Somain. Le bombardier Handley Page Halifax immatriculé LW588 est touché par des bombes amies, près de la gare de Somain. Ses débris s'éparpillent aux alentours en direction d'Aniche. Son équipage est tué avec une moyenne d'age de vingt-ans. Robert Anthony Garret, Thomas Shaftesbury Cumbor, Ernest Willam Royal, Clifford Oliver Victor Hunt, Éric Ahmed Osman, Henri Brawn et Albert Leame sont enterrés au cimetière Saint-Roch de Valenciennes. Les installations de la gare sont complètement détruites.
De 1944 à 1951, une gare provisoire, construite en parpaings peints en blanc, est en service rue Faidherbe, elle est détruite au milieu des années 2000 et le parking étendu. Les bâtiments subsistants de la gare sont détruits en 1951 et la gare est dotée d'un nouveau bâtiment voyageurs.
Le dernier train de voyageurs sur la ligne de Somain à Péruwelz circule en avril 1963. Sur cette même ligne, le dernier train de marchandises circule en décembre 1988.
Un hôtel a existé en face de la gare mais a été détruit. L'espace ainsi dégagé a permis d'aménager un rond-point et les abords de la gare. Face au bâtiment-voyageurs, de l'autre côté des voies, subsiste un château d'eau. À côté il existait plusieurs châteaux d'eau moins hauts qui ont été détruits, ils servaient à alimenter les locomotives à vapeur.
Somain était autrefois reliée à Orchies par la ligne de Somain à Halluin, à Aubigny-au-Bac par la ligne d'Aubigny-au-Bac à Somain et à Péruwelz par la ligne de Somain à Péruwelz.

## Service des voyageurs

### Accueil
Gare SNCF, elle dispose d'un bâtiment voyageurs, avec guichets, ouvert tous les jours. Elle est équipée d'automates pour l'achat de titres de transport.
Un souterrain permet la traversée des voies et le passage d'un quai à l'autre.

### Desserte
Somain est desservie par des trains TER Hauts-de-France, qui effectuent des missions entre les gares de Lille-Flandres et de Saint-Quentin, ou de Douai et de Valenciennes.

### Intermodalité
Un parc pour les vélos et un parking pour les véhicules y sont aménagés. Elle est desservie par les lignes 12, 18, 19 et 20 du réseau urbain Évéole, par la ligne 851 du réseau interurbain Arc-en-Ciel 2 et par la ligne 811 du réseau interurbain Arc-en-Ciel 3.

## Triage de Somain
Le triage de Somain est opérationnel depuis 1954. Avec sa trentaine de voies, c'est l'un des plus importants du nord de la France, avec les installations picardes de Creil (Oise) et Tergnier (Aisne).
Les embranchements se situent deux kilomètres à l'ouest de la gare voyageurs, en direction de Douai. L'autoroute A21, qui joint Lens à Valenciennes, passe désormais par-dessus. Une voie électrifiée, puis désélectrifiée, part aussi plein sud, vers l'ancienne gare d'Aniche.
En 2009, le triage employait 600 cheminots dont 124 agents de conduite.
En février 2016, la direction régionale de Fret SNCF annonce la fermeture de l'activité triage. Somain ne sera plus qu'un simple site de relais pour les trains de marchandises. L'activité de triage sera transférée à Grande-Synthe. En mars 2016, à la suite de la mobilisation des cheminots et des élus, le secrétaire d’État aux Transports Alain Vidalies demande au président de la SNCF Guillaume Pepy d’établir un moratoire sur le transfert des activités et du personnel du tri de Somain.

## Galerie de photographies

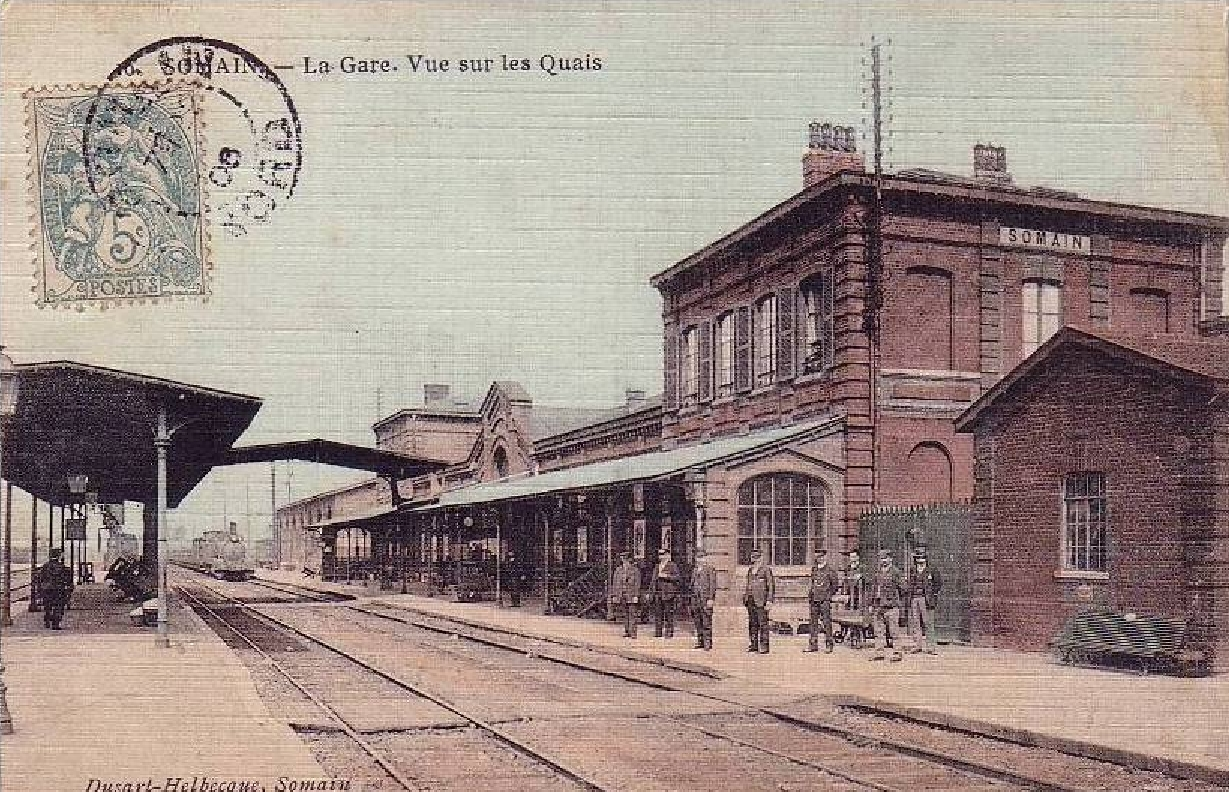
Photochrome de la gare.
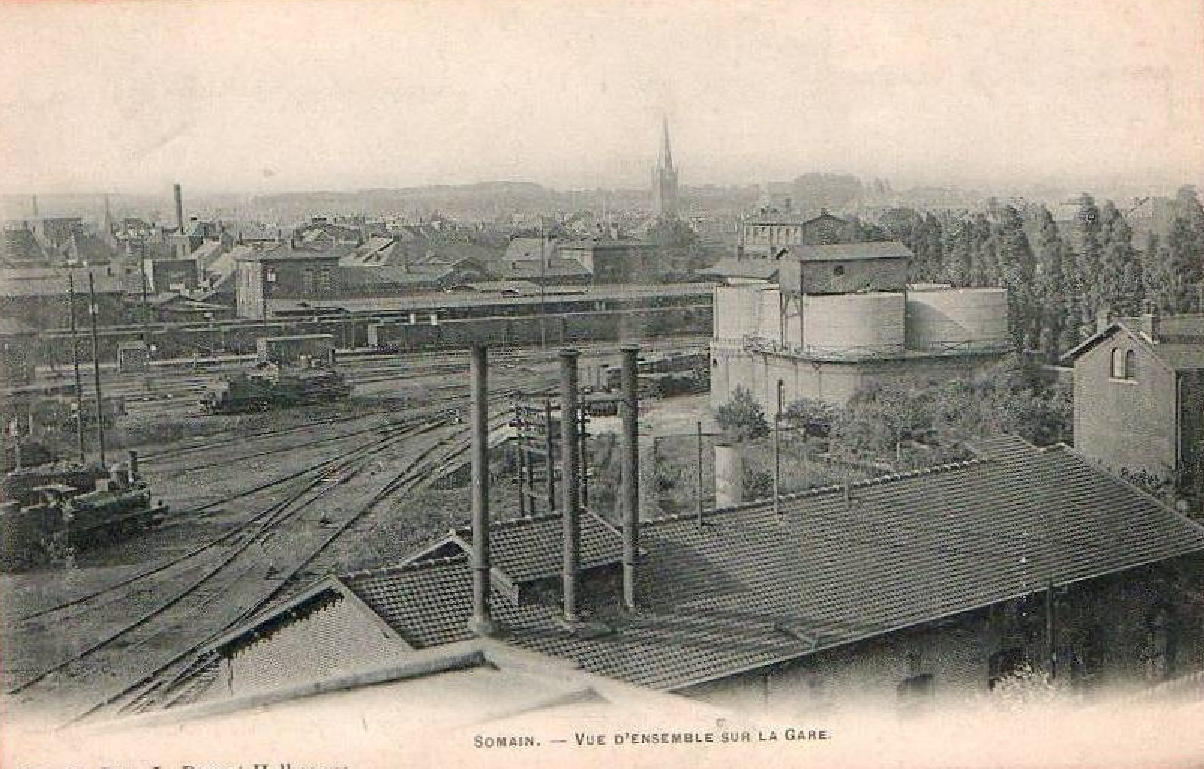
Vue d'ensemble sur la gare.
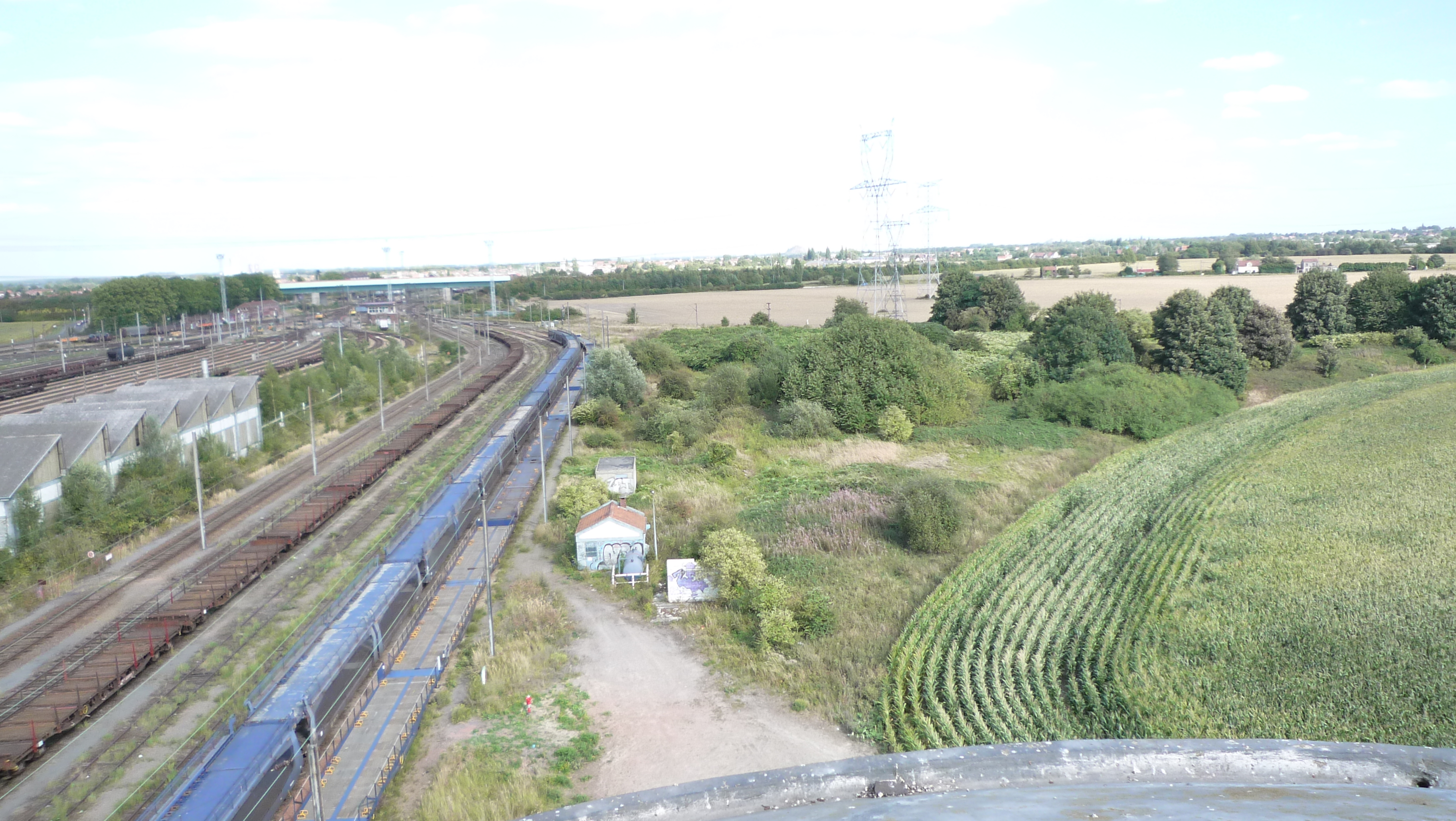
Gare de triage depuis le toit de l'ancien château d'eau.
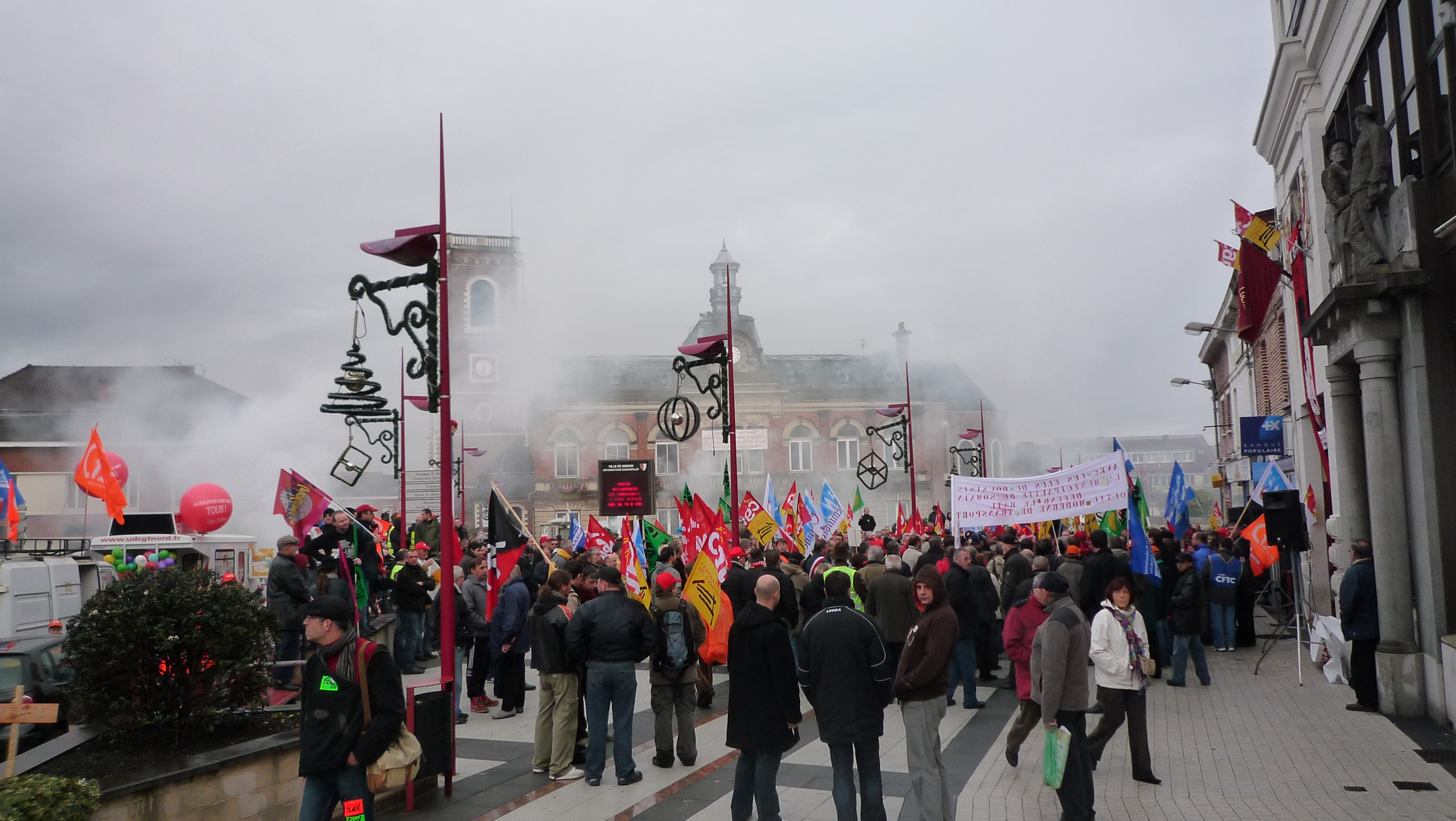
Manifestation contre la fermeture de la gare de triage le 7 novembre 2009.